# Roßkopf (Mangfallgebirge)
Der Roßkopf ist ein 1580 m ü. NHN hoher Berg im Mangfallgebirge in Oberbayern. Er liegt im südlichen Landkreis Miesbach genau an der Grenze zwischen den Gemeinden Schliersee im Osten und Rottach-Egern im Westen, die hier die Wasserscheide zwischen Schliersee und Tegernsee bildet. Weitere Erhebungen auf dieser Linie sind Stümpfling, Bodenschneid und die Rinnerspitz weiter nördlich sowie Rotkopf und Stolzenberg südlich. Auf der grasbewachsenen Gipfelkuppe des Roßkopfs befindet sich ein Gipfelkreuz.
Der Berg wird im Sommer und Herbst von Wanderern, im Winter von Skitourengehern bestiegen. Wenige Meter unterhalb des Gipfels endet der 2er-Sessellift des Skigebiets Spitzing. Von dort kann einfach der Gipfel bestiegen werden. Über die Grünseeabfahrt kann in die Valepp abgefahren werden.